# جون ميرفي (لاعب كرة قاعدة أمريكي)
جون ميرفي (بالإنجليزية: John Murphy)‏ هو لاعب كرة قاعدة أمريكي، ولد في 1858 في فيلادلفيا في الولايات المتحدة، وتوفي بنفس المكان في 7 مارس 1905.

## وصلات خارجية
- جون ميرفي (لاعب كرة قاعدة أمريكي) على موقعبيزبول رفرنس.كوم (الدوري الرئيسي) (الإنجليزية)
- جون ميرفي (لاعب كرة قاعدة أمريكي) على موقعبيزبول رفرنس.كوم (الدوري الثانوي) (الإنجليزية)